# 1765
1765 (MDCCLXV) byl rok, který dle gregoriánského kalendáře započal úterým.

## Události
- 22. března – Parlament Království Velké Británie schválil tzv. Kolkový zákon.
- 18. srpna – Zemřel císař Svaté říše římské a manžel Marie Terezie František I. Štěpán Lotrinský. Novým císařem se stal jeho syn Josef II.
- 2. listopadu – Marie Terezie povýšila Sedmihradské knížectví na Sedmihradské velkoknížectví.
- V Praze na dnešním Staroměstském náměstí byl postaven palác Kinských.

### Probíhající události
- 1763–1766 – Pontiacovo povstání

## Vědy a umění
- Skotský mechanik James Watt zkonstruoval jednočinný vahadlový parní stroj.

## Narození

### Česko

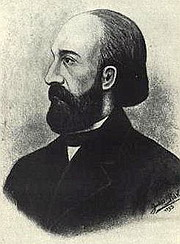
Jakub Jan Ryba (* 26. října)

- 22. března – František Josef Dusík, hudební skladatel († po r. 1816)
- 26. října
  - Václav Thám, herec a spisovatel († okolo 1816)
  - Jakub Jan Ryba, skladatel přelomu klasicismu a romantismu († 8. dubna 1815)

### Svět

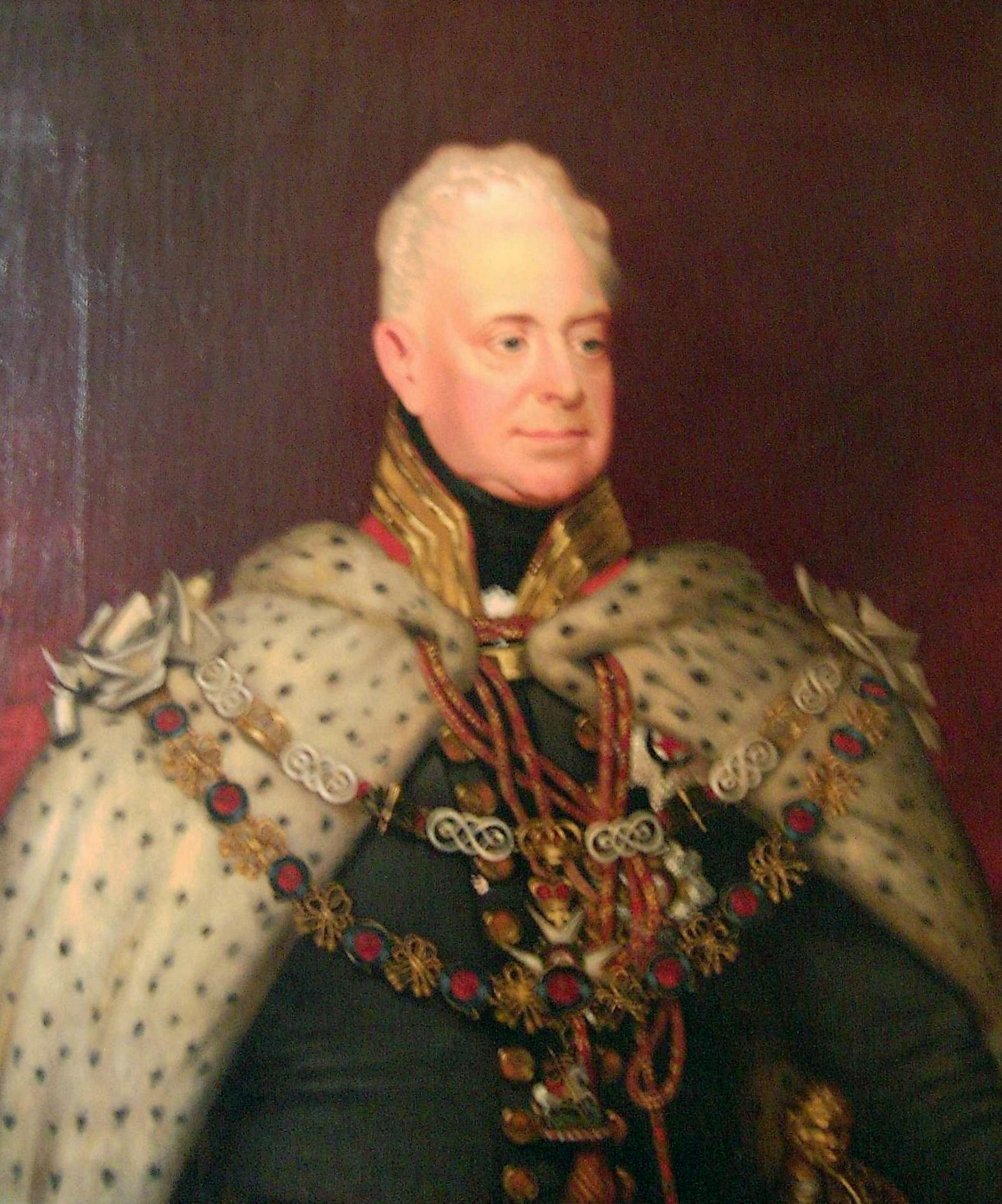
Vilém IV. (* 21. srpna)

- 7. března – Nicéphore Niépce, francouzský vynálezce († 5. července 1833)
- 27. března – Franz von Baader, německý lékař, filosof a teolog († 23. května 1841)
- 6. dubna – Karel Felix Sardinský, sardinský král († 27. dubna 1831)
- 14. dubna – Augusta Vilemína Marie Hesensko-Darmstadtská, falcko-zweibrückenská vévodkyně († 30. března 1796)
- 26. dubna – Lady Hamiltonová, milenka admirála Horatio Nelsona († 15. ledna 1815)
- 28. dubna – Sylvestre François Lacroix, francouzský matematik († 24. května 1843)
- 11. května – Johann Georg Lehmann, saský geodet, topograf a kartograf († 6. září 1811)
- 1. června – Christiane Vulpius, manželka J. W. Goetha († 6. června 1816)
- 3. června – Christian Polykarp Erxleben, lanškrounský botanik a textilní podnikatel († 31. října 1831)
- 13. června – Anton Eberl, rakouský hudební skladatel a klavírista († 11. března 1807)
- 10. července – Pjotr Ivanovič Bagration, ruský generál († 24. září 1812)
- 27. července – Bedřiška Alžběta Württemberská, manželka oldenburského velkovévody Petra I. († 24. listopadu 1785)
- 29. července – Jean-Baptiste Drouet d'Erlon, francouzský generál († 25. ledna 1844)
- 1. srpna – Ignaz Rösler, zakladatel nožířského průmyslu v Mikulášovicích († 12. února 1837)
- 21. srpna – Vilém IV. Britský, král Velké Británie († 20. července 1837)
- 18. září – Řehoř XVI., papež († 1. června 1846)
- 19. září – pokřtěn Joseph Strutt, anglický filantrop († 13. ledna 1844)
- 22. září – Paolo Ruffini, italský matematik a filosof († 10. května 1822)
- 25. září – Michał Kleofas Ogiński, polský hudební skladatel, diplomat a politik († 15. října 1833)
- 16. října – Frédéric Duvernoy, francouzský hornista a skladatel († 19. července 1838)
- 17. října – Henri Jacques Guillaume Clarke, francouzský generál a státník († 28. října 1818)
- 27. října – Nancy Storaceová, anglická operní zpěvačka († 24. srpna 1817)
- 14. listopadu – Robert Fulton, americký vynálezce († 24. února 1815)
- 17. listopadu – Jacques MacDonald, francouzský maršál († 25. září 1840)
- 8. prosince – Eli Whitney, americký vynálezce († 8. ledna 1825)

## Úmrtí

### Česko

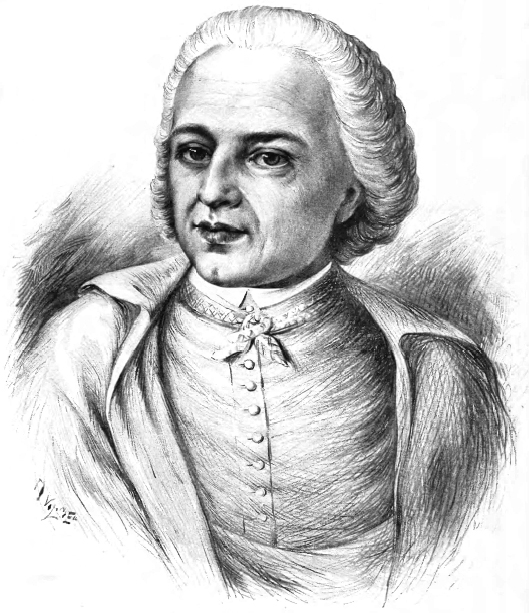
Prokop Diviš († 21. prosince)

- 22. května – Václav Haan, hudební skladatel (* 1714)
- 11. září – Jan Václav Přepyský z Rychemberka, šlechtic (* 1697)
- 1. října – Kašpar Gschwandtner, zlatník bavorského původu (* 1709)
- 21. prosince – Prokop Diviš, premonstrátský kněz, teolog, léčitel, hudebník a vynálezce (* 26. března 1698)
- neznámé datum – Jan Antonín Quitainer, barokní řezbář a sochař (* 1709)

### Svět

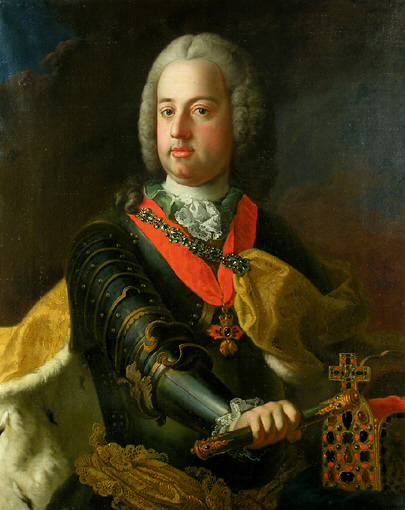
František I. Štěpán Lotrinský († 18. srpna)

- 19. ledna – Johan Agrell, švédský skladatel a kapelník (* 1. února 1701)
- 9. dubna – Marie Luisa Hesensko-Kasselská, lankraběnka Hesensko-Kasselská a princezna oranžská (* 7. února 1688)
- 15. dubna
  - Alžběta Alexandrine Bourbonská, francouzská princezna královské krve (* 5. září 1705)
  - Michail Lomonosov, ruský vědec (* 15. dubna 1711)
- 17. května – Alexis Clairaut, francouzský matematik, geometr a geodet (* 13. května 1713)
- 18. června – František Barkóci, ostřihomský arcibiskup a spisovatel (* 15. října 1710)
- 5. července – Charles Paulet, 5. vévoda z Boltonu, britský generál, politik a šlechtic (* 1718)
- 18. července – Filip Parmský, parmský vévoda (* 15. března 1720)
- 18. srpna – František I. Štěpán Lotrinský, císař Svaté říše římské (* 8. prosince 1708)
- 11. září – Fridrich Vilém Haugwitz, rakouský politik (* 11. prosince 1702)
- 21. října – Giovanni Paolo Pannini, italský malíř a architekt (* 17. června 1691)
- 20. prosince – Ludvík Ferdinand Bourbonský, syn francouzského krále Ludvíka XV. (* 4. září 1729)
- neznámé datum – Jan van Gool, nizozemský malíř a spisovatel (* 1685)

## Hlavy států
- Francie – Ludvík XV. (1715–1774)
- Habsburská monarchie – Marie Terezie (1740–1780)
- Osmanská říše – Mustafa III. (1757–1774)
- Polsko – Stanislav II. August Poniatowski (1764–1795)
- Prusko – Fridrich II. (1740–1786)
- Rusko – Kateřina II. Veliká (1762–1796)
- Španělsko – Karel III. (1759–1788)
- Švédsko – Adolf I. Fridrich (1751–1771)
- Velká Británie – Jiří III. (1760–1820)
- Svatá říše římská – František I. Štěpán Lotrinský (1745–1765) / Josef II. (1765–1790)
- Papež – Klement XIII. (1758–1769)
- Japonsko – Go-Sakuramači (1762–1771)